# Coahuila y Texas

L'État de Coahuila y Texas au sein de la République fédérale du Mexique.

Coahuila y Texas était l'un des États de la nouvelle République fédérale du Mexique établie après la guerre d'indépendance mexicaine. Il eut d'abord pour capitale Saltillo puis Monclova. Il était divisé en trois districts : Béxar (qui correspondait au Texas), Monclova (le nord du Coahuila) et Río Grande Saltillo (le sud du Coahuila). 

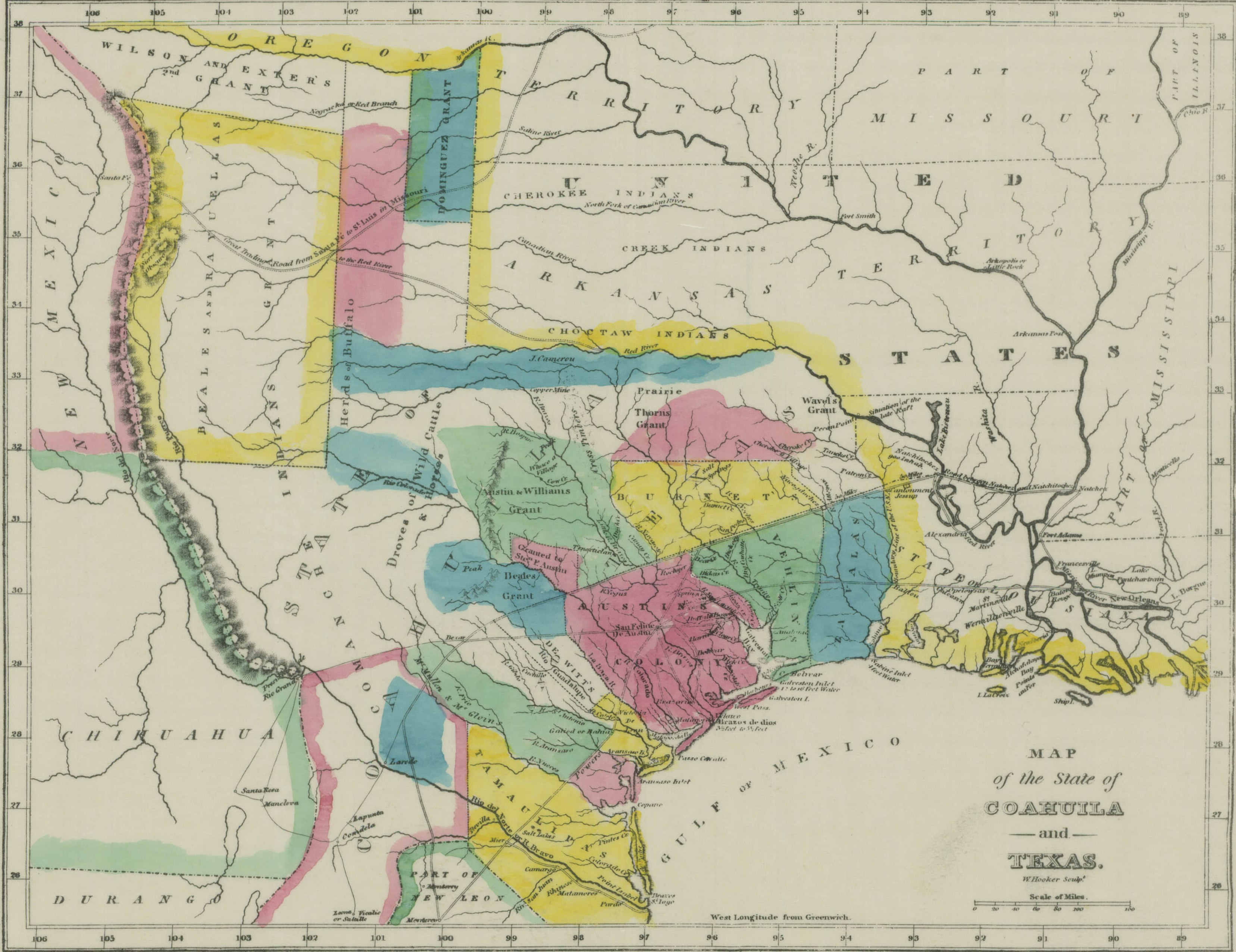
Carte de l'État de Coahuila y Texas en 1833

À la suite de la révolution texane orchestrée par les colons anglophones, le Béxar déclare son indépendance. Le 14 mai 1836, le traité de Velasco met fin à cette révolte, créant la république du Texas. Le reste de l'État fut renommé simplement Coahuila.

## Sources
Ouvrages et articles
- (es) Manuel González Oropeza et Jesús F de la Teja, Actas del Congreso Constituyente de Coahuila y Texas de 1824 a 1827 : : primera constitución bilingüe, México : Tribunal Electoral del Poder Judicial de la Federación : Editorial TEPJF,, 2016, 123 p. (ISBN 978-6-077-08330-6, OCLC 951468088, LCCN 2017386887, lire en ligne).
- (es) Josefina Zoraida Vázquez, « Colonización y Pérdida de Texas. », dans México y El Expansionismo Norteamericano, México, D.F., El Colegio De Mexico, 2010 (www.jstor.org/stable/j.ctv3f8qzf.7), pp. 49–94.